# Ludovic Janssen
Ludovic Janssen, né à Liège le 5 juillet 1888 et mort à Liège le 24 août 1954, est un peintre, décorateur, dessinateur et illustrateur belge, surnommé « le peintre de la Campine ».

## Biographie

### Jeunesse, formation et début comme décorateur (1888-1914)
Nicolas Joseph Ludovic Janssen est né le 5 juillet 1888 à Liège,, d'un père maastrichtois, Louis Janssen, et d'une mère verviétoise, Hortense Schmidt. Le ménage Janssen a un magasin de papiers peints situé au coin de la rue Nagelmackers et du quai sur-Meuse,. Louis Janssen est aussi peintre décorateur, ayant débuté, sans succès, dans la peinture sur porcelaine. Il a pris en aversion le métier d'artiste peintre à la suite de cette mauvaise expérience,.

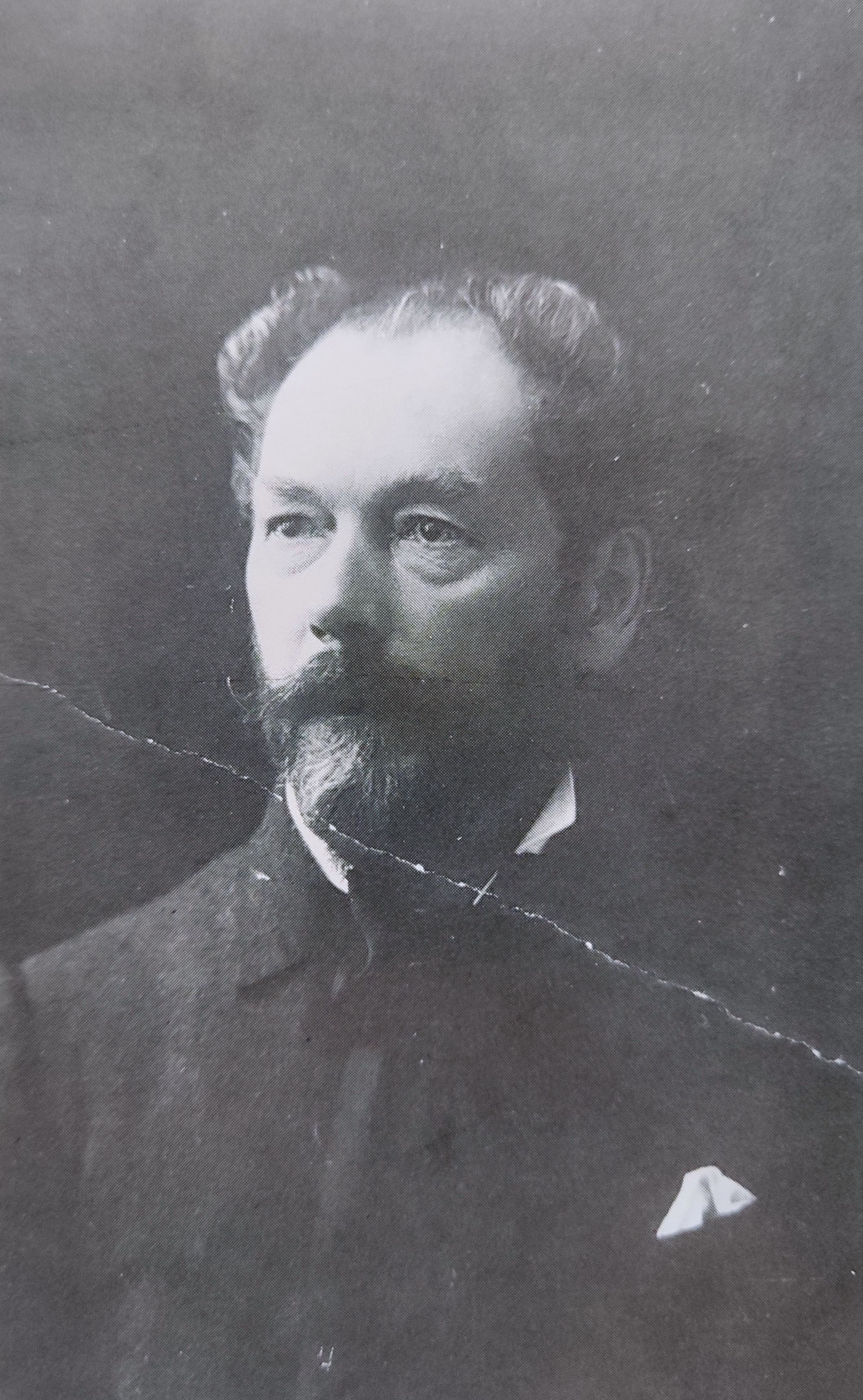
Louis Janssen, père de Ludovic Janssen

Dès son plus jeune âge, Ludovic Janssen montre déjà un talent et une envie de dessiner. En grandissant, il conserve cette idée fixe, le dessin. Un compromis est négocié avec son père, qui voulait l'inscrire à l'École de Commerce, et qui permet à Ludovic d'assister à des cours du soir à l'Académie royale des beaux-arts de Liège tout en suppléant ses parents dans l'entreprise familiale. Malheureusement, il est renvoyé après six mois d'étude à l'Académie à la suite d'un incident avec un professeur, en raison de sa vue déficiente,,. Renvoi considéré injuste et abusif par Marcel L'Épinois,.
Il étudie alors à l'École supérieure des arts Saint-Luc de Liège pendant deux ans,, d'où il sort munis de deux premiers prix (dessin, composition), puis se représente à l'Académie royale des beaux-arts de Liège, où il suit les cours d'Évariste Carpentier pour la peinture et la nature morte, d'Adrien de Witte pour l'expression, de Sander Pierron pour l'histoire de l'art, de Jean Ubaghs pour l'anatomie, et de Ludovic Bauès et Émile Berchmans pour le dessin,,,,,. Il quitte l'Académie sans achever sa dernière année vu que son père le réclame dans le commerce familial. Il mène alors de front ses activités artistiques et son apprentissage du métier de décorateur dans l'entreprise familiale,.

### Première Guerre mondiale et début de carrière artistique (1914-1920)
Dès le début de la Première Guerre mondiale, son père tombe gravement malade et Ludovic s'improvise infirmier pendant presque trois ans, jusqu'au décès de son père. À la suite de l'inactivité totale du commerce familial pendant la guerre, il doit prendre à son compte un lourd passif au lendemain de la mort de son père. Il liquide les collections familiales et accepte toute sorte de besognes épuisantes et obscures afin de rembourser la dette et d'assurer les soins quotidiens de sa mère et sa tante.
Durant cette même période, il s'initie à la gravure dans l'Atelier Libre de François Maréchal. Cependant, il trouve difficile à tolérer les acides utilisés et ne pratiquera jamais pleinement l'art de l'eau-forte. Seules quelques gravures de lui sont connues.
Ludovic Janssen rencontre Louise Filiaert en 1917, et il l'épouse le 16 décembre de cette même année. Pour subvenir au besoin du couple, il relance le commerce familial de décoration du quai sur-Meuse. Néanmoins, il continue en parallèle son activité comme artiste peintre, et sur les conseils d'Évariste Carpentier, envoie une toile au grand Salon de Printemps. Le tableau y est bien reçu et, surtout, vendu à huit cents francs. Il continue à peindre et à exposer avec succès critique et pécuniaire, ce qui sauve le couple en 1920 quand le commerce de décoration est compromis à la suite d'une loi qui ouvre la frontière aux papiers peints allemands. Le commerce de décoration et papiers peints est liquidé de façon définitive peu après.

### Ludovic Janssen le «peintre de la Campine» (1920-1940)
Après quelques années, la maison parentale du quai sur-Meuse est vendue et le couple construit une nouvelle maison, avec un studio spacieux, rue des Églantiers. La carrière de Ludovic Janssen prend de l'ampleur. Il expose à plusieurs reprises à Liège, notamment au cercle d'art Art et Bienfaisance et à la galerie d'art du Journal de Liège. Lors de l'exposition à la galerie d'art du Journal de Liège en 1920, il présente pour la première fois un lot important de toiles de la Campine. Il vend quarante-huit des cinquante toiles exposées en huit jours.
En novembre 1921, il présente dans la même galerie une nouvelle exposition. L'État belge y acquiert l'œuvre Mélancolie d'un Soir, peinte dans les environs de Genk, pour le Ministère de la Justice. Les expositions se succèdent les années qui suivent: Liège, Spa, Huy, Verviers, Bruxelles et même Paris en décembre 1926. Lors de cette dernière exposition, il n'a montré que des paysages de la Campine, une trentaine en tout. Seize œuvres trouvent preneur. Le tableau Matinée de Printemps, une vue des marais de Staelen à Genk, a été acheté par le directeur général des Beaux-Arts de l'époque, Paul Léon, au nom de l'État français.

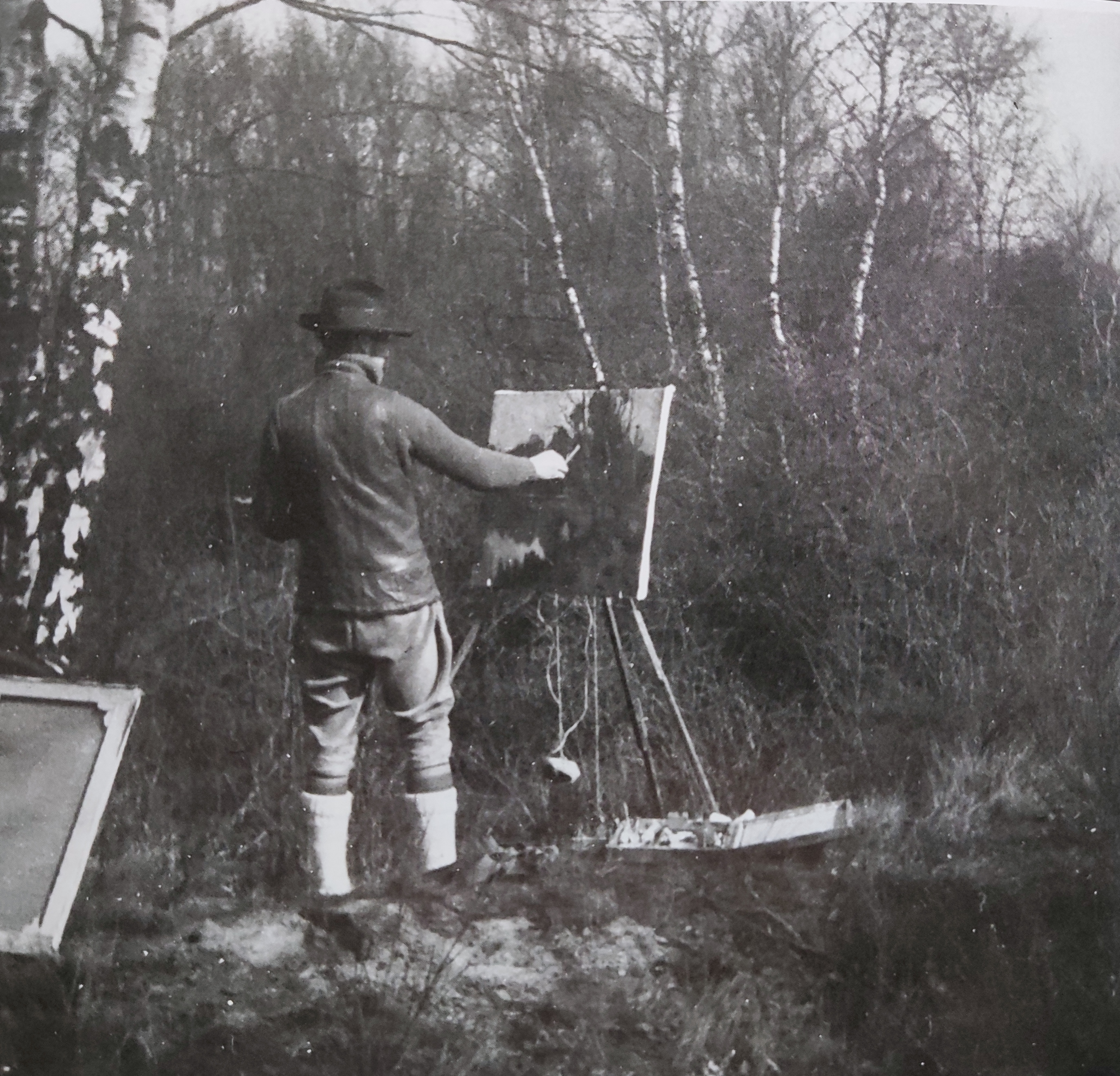
Ludovic Janssen peignant sur le motif

Ludovic Janssen reçoit le titre honorifique de « peintre de la Campine »,, et est fait chevalier de l'Ordre de la Couronne en avril 1927. Sa vie privée évolue aussi avec la naissance de son fils, qui porte le nom du père de Ludovic, Louis. Sous le pseudonyme de « Loujan », Louis Janssen (1921-1999) développera lui aussi une carrière d'artiste.
Pour alimenter le nombre grandissant d'expositions, l'artiste travaille sans relâche, et en arrive au surmenage en novembre 1929. Souffrant d'hémoptysie, il est envoyé en Haute-Savoie pendant deux ans avec ordre de garder un repos absolu. Guéri, il reprend son activité en novembre 1931 avec une exposition à la galerie Appolo à Liège.
Ludovic Janssen expose ensuite avec Louis Gérardy (1887-1959) à la Galerie d'Art Moderne (Ostende) que l'artiste Félix Labisse conserve au 45 Langestraat. Il prend part au Salon Quadriennal de Gand en 1933 avec l'œuvre Au Pays d'Uylenspiegel, peinte à Damme en Flandre, qui est achetée par le Musée des Beaux-Arts de Charleroi en 1936.
Lors de son exposition à la galerie d'art La Toison d'or en novembre 1934 à Bruxelles, l'État belge acquiert son tableau Octobre pour le Ministère de l'Agriculture. En 1938, l'État belge lui achète cette fois-ci l'œuvre Solitude, qui a été présentée au salon de L'Art Wallon Contemporain cette même année. Il expose une toile représentant un vaste panorama de Liège en 1939 dans le Palais du Tourisme de l'Exposition Internationale de l'Eau.

### Seconde Guerre mondiale et dernières années (1940-1954)
Il est professeur à l'Académie royale des beaux-arts de Liège,, et il prend la tête de l'Atelier Libre en 1941,. Il réalise plusieurs expositions à Hasselt dans le Limbourg: à la Hooghuis en janvier 1949, à la Stadszaal sur Maastrichterstraat en novembre 1950, et à la galerie Artes en novembre 1952. Il est également nommé chevalier de l'Ordre de Léopold en avril 1947 puis officier d'Académie (France) le 29 octobre 1951.
Ludovic Janssen décède le 29 août 1954,. Il est inhumé au cimetière de Sainte-Walburge à Liège.

## Œuvre

### Sujets abordés
Peintre paysagiste avant tout, il ne pouvait véritablement ressentir et capturer l'atmosphère d'un paysage qu'en y étant présent. Il passe donc de façon régulière plusieurs semaines loin de son studio et de sa famille, dans des conditions climatiques souvent défavorables et privé du moindre confort. Les lieux où il peint sur le motif s'étoffent progressivement. Il n'a pas seulement immortalisé la Campine limbourgeoise, il a également peint des dizaines d'autres régions et paysages.
S'il ne quittera jamais définitivement la Campine, il se rend aussi dans les Ardennes, l'Eifel, la vallée de la Ruhr et du Geer pour peindre. Il représente aussi dans ses toiles des scènes de pêche et des vues portuaires sur la côte, à Zeebruges, Blankenberghe et Ostende. Les rues, les ponts et les canaux de Bruges et de Tongres ont également été visités et peints par l'artiste. Plus tard dans sa carrière, l'Escaut, près d'Anvers, prend une place importante dans son œuvre. Il séjourne également en Italie et en France, notamment en Bretagne, Provence, Auvergne, Haute-Savoie et Camargue. Il plante aussi régulièrement son chevalet aux Pays-Bas,.
Au début de sa carrière, Ludovic Janssen reçoit le titre honorifique de « peintre de la Campine », titre qu'il partage avec Émile Van Doren, peintre paysagiste dont il reçoit les conseils à Genk. Il a probablement découvert la Campine limbourgeoise grâce à son professeur à l'Académie royale des beaux-arts de Liège, Évariste Carpentier. Ce dernier fut un important promoteur de Genk et ses environs en tant que sujet de peinture. Suivant ses recommandations, de nombreux étudiants en art liégeois se rendent à Genk, parmi lesquels, outre Ludovic Janssen, Albert Sirtaine (1868-1959), Armand Jamar (1870-1946), Léon Jamin (1872-1944) et Valérie Pholien (1873-1961).
Quelques sujets habituels apparaissent dans la majorité de ses toiles de la Campine; des marécages bourbeux, des étangs, une végétation pauvre parsemée de roseaux, des forêts de pins, des chemins détrempés, des bouleaux enfièvrés sous le vent et de grands cieux lourds. Malgré le fait qu'il peint souvent les mêmes saisons (printemps et automne) et les mêmes thèmes, il existe une grande diversité dans son œuvre. En changeant l'usage de la couleur et la technique utilisée, en modifiant les effets de la lumière et les points de vue, il a su apporter de la diversité dans un paysage morne et sombre,,.
En plus de ses paysages, l'artiste a peint et dessiné en diverses occasions le personnage de Don Quichotte, accompagné du fidèle Sancho Pança. Il l'apprécie pour son courage, sa générosité, sa naïveté. Il a su pénétré l'essence de ce personnage, en saisir le caractère. Il a aussi réalisé de nombreux dessins humoristiques, ainsi que des dessins de scènes de vie quotidiennes (banquets et fêtes locales entre autres).
Pour l'imprimerie d'Auguste Bénard, il illustre le roman L'autre Suzanne de Rodolphe de Warsage et réalise aussi quelques affiches.

### Catalogue et musées
L'œuvre de Ludovic Janssen est conservée dans de nombreuses collections privées, mais également dans diverses institutions publiques: le Musée de l'art wallon (Liège), la collection municipale de la ville de Liège, le Musée de la Vie wallonne, la collection artistique de la Province de Liège, le musée de l'ardenne (Mézières en France), le musée municipal de Seraing, l'hôtel de ville d'Ans, le musée des beaux-arts de Reims et le musée Émile Van Doren de Genk. L'État belge est propriétaire de quatre œuvres de Ludovic Janssen,,,.

## Élèves de Ludovic Janssen
On ne connaît pas de véritable élève à Ludovic Janssen, même si son influence s'est fait sentir sur différents artistes.
D'une part, Louis Janssen (dit Loujan), son fils, bien qu'il ait utilisé un médium différent avec l'aquarelle, peut être considéré comme un élève de son père. Comme lui, il étudie à l'Académie royale des beaux-arts de Liège.
D'autre part, Ludovic Janssen peint plusieurs fois en Campine et en Bretagne avec Irène Barsin (1907-2004). Les conseils qu'il lui prodigue signifient qu'elle peut être considérée comme une de ses disciples. D'autres artistes qu'il a accompagné ou certainement aidé sont Jos van Maeckelberge (1880-1937), Prosper De Pauw (1901-1932) et Léo Libert (1908-1950). En plus d'une affinité stylistique, on retrouve des similitudes dans le choix des thèmes abordés.

## Expositions
En plus des expositions listées, il a exposé de 1913 à 1954 au Cercle royal des Beaux-Arts de Liège.
- 1916 : Maison Schroeder, octobre, Liège[4].
- 1918 : Galerie d'art du Journal de Liège, juillet, Liège[4].
- 1919 : Cercle royal des Beaux-Arts, juin, Liège[4].
- 1920 : Galerie d'art du Journal de Liège, Liège[4].
- 1921 : Galerie d'art du Journal de Liège, novembre, Liège[4].
- 1922 : Galerie d'art du Journal de Liège, décembre, Liège[4].
- 1923 : La Galerie d'Art, novembre, Bruxelles[4].
- 1924 : Galerie d'art du Journal de Liège, décembre 1923 - janvier 1924, Liège[4].
- 1925 : Galerie Le Salonnet, janvier, Bruxelles ; Galerie d'art du Journal de Liège, mars, Liège[4] ; Galerie d'art du Journal de Liège, novembre, Liège[4].
- 1926 : Salon de mai, Palais des Beaux‑Arts du Parc de la Boverie, du 15 mai au 15 juin, Liège[15],[16]; Galerie Georges Petit, décembre, Paris (France)[4].
- 1927 : Galerie d'art La Meuse, février, Liège[4].
- 1929 : Galerie d'art La Meuse, Liège[4] ; Galerie d'art Lutétia, novembre, Liège[4].
- 1931 : Galerie d'art Appolo, novembre, Liège[4] ; Salon Quadriennal (il participe avec le dessin Le rêve de Don Quichotte), Liège[4].
- 1932 : Salon d'Art wallon contemporain, du 30 avril au 31 mai, Palais des Beaux-Arts, Liège[16] ; Galerie d'art Lutétia, novembre, Liège[4].
- 1933 : Salon Quadriennal (il participe avec l'œuvre Au Pays d'Uylenspiegel), Gand (Flandre-Orientale)[4] ; Le Visage de Liège, du 23 septembre au 23 octobre, Palais des Beaux-Arts, Liège[16].
- 1934 : Galerie d'art Lutétia, février, Liège[4] ; Galerie d'art La Toison d'or, novembre, Bruxelles[4].
- 1949 : Hooghuis, 15 au 25 janvier, Hasselt (Limbourg).
- 1950 : Stadszaal, novembre, Hasselt (Limbourg).
- 1952 : Galerie Artes, novembre, Hasselt (Limbourg).
- 1964 : 125e anniversaire de l'Académie royale des Beaux‑Arts, du 11 avril au 10 mai, Musée des Beaux-Arts, Liège[15].
- 1980 : Affiches de l'imprimerie Bénard. Collection du Musée de la Vie wallonne, Liège, du 24 avril au 22 mai 1980, Belgisches Haus, Cologne[11] .
- 1988 : Rétrospective Ludovic Janssen, Cercle royal des Beaux-Arts, Liège[6].
- 1992 : Le Cercle royal des Beaux-Arts de Liège 1892-1992, du 18 septembre au 20 avril 1993, Cercle royal des Beaux-Arts, Liège[8].
- 2011 : Atelier d'artistes... disparus, du 29 octobre au 27 novembre, Rue Saint Léonard 315, Liège[17].
- 2012 : À la Recherche des Verviétois, du 1er au 30 décembre, Place du Sablon 79, Dison[18].
- 2013 : À Botrange, du 18 mai au 16 juin, Route de Botrange 131, Robertville[19] ; L'École liégeoise du paysage à Saint-Hubert, du 22 octobre au 8 novembre, Place de l'Abbaye 12, Saint-Hubert[20].
- 2014 : Chefs-d'œuvre de "Petits Maîtres", du 1er février au 2 mars, Rue Henri Vieuxtemps 13, Liège[21].
- 2019 : Logne autrefois. Sur les traces d’Évariste Carpentier et de l’École liégeoise du paysage, du 22 juillet au 31 août, Musée du château fort de Logne, Liège[22].
- 2021 : Paysages de Campine, du 3 au 29 août, Chapelle des Sépulcrines - Rue du Collège 31, Visé[23].
- 2022 : Une journée à Bütgenbach, du 2 au 26 avril, Hof Bütgenbach - Zum Walkerstal 15, Butgenbach[24] ; Sur les pas de saint Hubert, du 22 octobre au 13 novembre, Place de l'Abbaye 6, Saint-Hubert[25].

## Prix et distinctions
- 1927 : nommé chevalier de l'ordre de la Couronne le 8 avril[2],[4],[5].
- 1947 : nommé chevalier de l'ordre de Léopold le 8 avril[2].
- 1951 : nommé officier de l'instruction publique (France) le 29 octobre[2].

Il est également membre du jury de nombreux prix : Prix Donnay, Prix Marie, Prix Triennaux, Prix de l'Effort, Prix Gustave Halbart, Prix Watteau.

## Réception critique
« [...] On a là, devant les yeux, un édifiant spectacle où se marque, avec un caractère très net, l'aspect essentiel d'un art aristocratique et châtié, d'un art servi par un sentiment poétique exquis, une poétique toute personnelle, une main très experte, un sens extrêmement précis de l'achevé. Exceptionnellement doué et d'un sentiment poétique qui conquiert tout de suite et retient la sympathie, Ludovic Janssen apparaît comme un tempérament épris des charmes de la nature et, en particulier, de ceux qu'elle dégage à certaines heures, à celles qui portent à la méditation, à la mélancolie. »

— Adolphe Hardy, dans Le Journal de Bruxelles (au sujet de l'exposition de Ludovic Janssen à la Galerie d'Art en novembre 1923 à Bruxelles)

« Janssen expose chez Petit une trentaine d'œuvres où l'on retrouve la sensibilité rêveuse de la plupart des peintres du terroir wallon. Sa mise en page est remarquable. C'est un coloriste, mais dont la vision n'a rien de la truculence, de l'exaspération des flamands. Des eaux calmes reflétant des ciels immobiles, une vaste solitude, il n'en faut pas davantage à M. Ludovic Janssen pour extérioriser un tempérament des plus joliment poétiques qui soient. »

— Paul Demasy (au sujet de l'exposition de Ludovic Janssen à la Galerie Georges Petit en décembre 1926 à Paris)

« Voici un peintre et de qualité rare. Sa vision, d'une lucidité parfaite, se révèle directe et précise, franche, assez dépouillée d'accessoires sans être toutefois trop synthétique. Il voit le paysage, le site, jamais le motif, dans son caractère foncier; et ses réalisations directes, vibrantes de chaude vie, attestent la vivacité et la profondeur de ses impressions. Il est du pays des grandes plaines flamandes, sur lesquelles courent les mouvantes harmonies des grands ciels. Ses terrains sont peu meublés ; un bord de marais, une montée nue de terrains, quelques arbres à l'orée d'un bois, dans les moments colorés de l'automne, et cela lui suffit pour exprimer avec force et émotion son amour sauvage de la terre et des grands espaces. Poète fortement enraciné à son sol, il lève aussi les yeux vers son ciel pour y voir passer des images. »

— Le Journal des Arts (au sujet de l'exposition de Ludovic Janssen à la Galerie Georges Petit en décembre 1926 à Paris)

« Ludovic Janssen s'est consacré presque uniquement à la difficile Campine et surtout à ses marais. La partie n'est pas aisée : autant cette plaine d'une ligne générale très sobre conduit naturellement à la simplification du dessin, autant la diaprure du sol, la mobilité nuancée du ciel séduisent le coloriste et contrecarrent ses désirs de synthèse. Mais rien ne décourage la patiente conquête de l'artiste qui atteint de plus en plus à l'équilibre de la ligne et du ton. »

— Jules Bosmant